# Rouxingshi
Le Rouxingshi (chinois : 肉形石 ; pinyin : ròuxíngshí ; litt. « pierre en forme de viande ») est un morceau de jaspe sculpté en forme de porc Dongpo. Il fait partie de la collection du musée national du Palais à Taipei, Taïwan. Bien qu'il ait une importance modérée du point de vue de l'histoire de l'art, c'est un objet populaire très apprécié par les visiteurs et qui est devenu célèbre.
Le Rouxingshi, nommé « le plus célèbre chef-d'œuvre » de l'ensemble de la collection du musée national du Palais, est considéré comme l'un des Trois Trésors du musée national du Palais, tout comme le Chou en jade et le tripode du duc Mao (zh). Il a également été choisi par le public comme étant l'élément le plus important de toutes les collections du musée.

## Histoire
La pierre a été taillée au cours de la dynastie Qing à partir d'un morceau de jaspe composé de couches de  diverses nuances. L'artisan a sculpté la pierre en utilisant les couleurs naturelles des couches offrant une ressemblance frappante avec des couches de graisse et de viande, puis teint la surface pour lui donner l'apparence d'une couenne.